# Zeche Hummelbank
Die Zeche Hummelbank ist eine ehemalige Steinkohle-Zeche im Dortmunder Stadtteil Eichlinghofen.
Das Bergwerk wurde 1864 an der Grenze zu Oespel angelegt. Die Förderung auf der Zeche Hummelbank  wurde bis 1882 betrieben. Anschließend wurde ihre Grubenfelder von der  Zeche Baroper Steinkohlenbergwerke und später von der Zeche Kaiser Friedrich abgebaut.
1894 wurde der Schacht der Zeche Hummelbank verfüllt.